# 乌巴 (维京人)

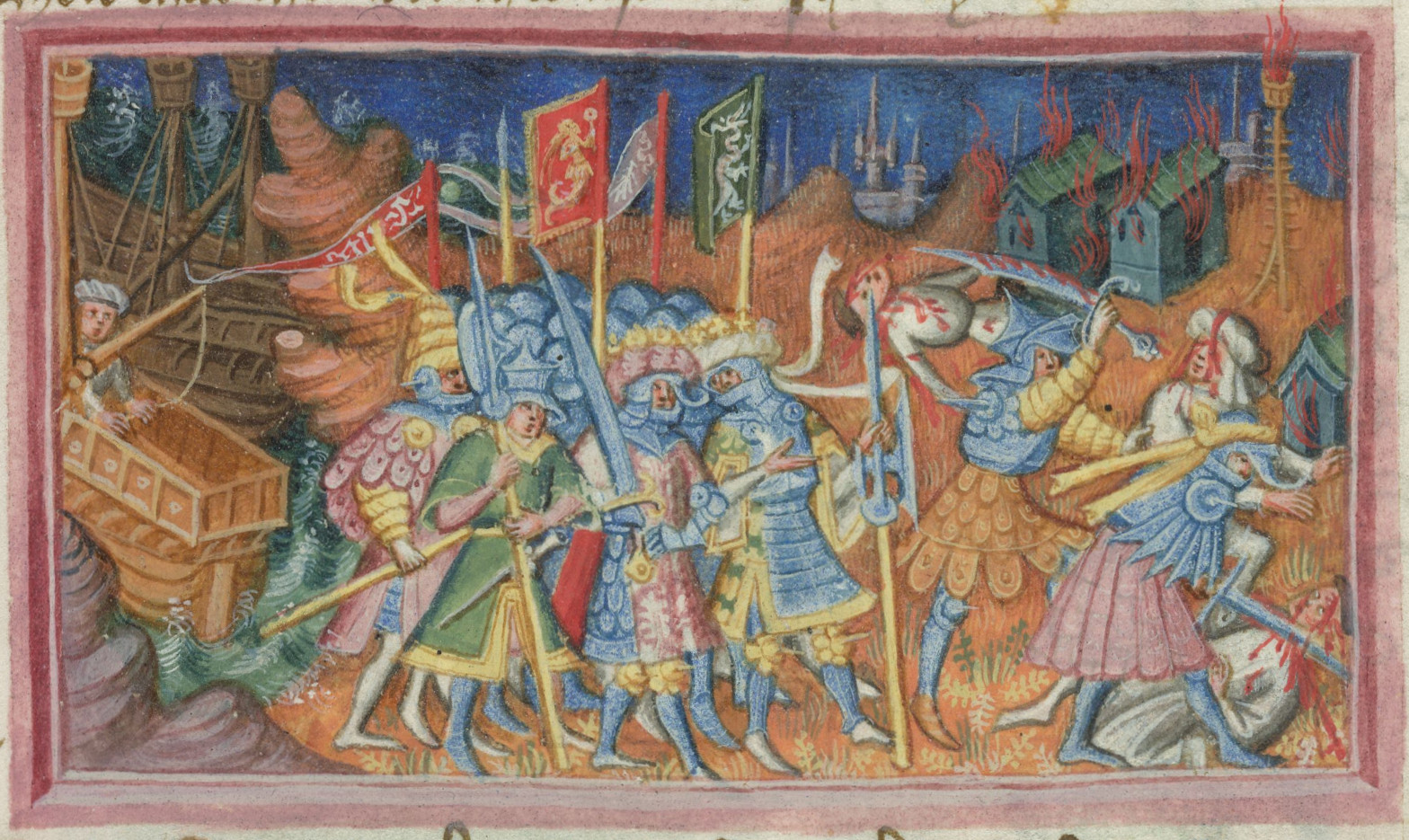
烏巴於英格蘭北部大肆劫掠

乌巴（古挪威语： Ubbi ， —878年）是9世纪的維京人，也是860年代入侵盎格鲁-撒克逊英格兰的异教徒大军指挥官。 878年，他所在的軍隊被全歼。烏巴還是刺客信条：英灵殿中的一個角色。